# Vimalakīrti
Vimalakīrti, (sanskrit : विमलकीर्ति, « renommée immaculée »: विमल vimala, « pur, immaculé, clair, limpide » et कीर्ति kīrti: « renommée, gloire »), est le personnage laïc et mythique, qui se trouve au centre du célèbre sûtra éponyme du bouddhisme mahāyāna, le Sûtra de l'enseignement de Vimalakīrti.   

## «Biographie»
Le sûtra ne donne guère de renseignements sur le personnage. Vimalakīrti est un maître de maison (grihastha) et donc un laïc (upāsaka). Il est marié, a des enfants, possède une grande fortune, et vit dans la ville de Vaisali,,. Cependant, « sa présence ici-bas n'[est] qu'un artifice salvifique (upâya) pour convertir les êtres à la Loi du Bouddha et aux doctrines du [Mahâyâna] ». Car Vimalakîrti est en fait présenté comme un personnage qui peut bien être un laïc mais n'en possède pas moins la plus sagesse (prajña).  
Son éloquence prodigieuse défait tout adversaire, et ses pouvoirs magiques lui permettent des prodiges : réduire ou agrandir comme il le veut sa maison, réduire des univers et les emboîter les uns dans les autres... C'est ainsi que Vimalakirti feint d'être maladie afin que l'on vienne débattre avec lui sur le dharma, mais aucun des disciples que le bouddha Shākyamuni veut envoyer vers lui n'accepte, parce qu'ils ont été précédemment humiliés par la grande sagesse de Vimalakîrti. Seul le bodhisattva mahāsattva Mañjuśrī accepte. Les autres le suivent, et le point essentiel de la discussion portera sur la manière d'entrer dans le non-dualisme (élément le plus profond du bouddhisme). Manjushri affirme alors toutes les choses (dharmas) sont au-delà du discours, mais Vimalakîrti l'emporte en gardant le silence lorsqu'on lui demande sa propre réponse,. 

## Le sûtra
Ce sont ces éléments, entre autres, que le Sūtra de Vimalakīrti (Vimalakīrtinirdeśa sūtra) met en scène, extraordinaires de Vimalakīrti. On ajoutera qu'il rencontre également le bodhisattva Maitreya, le laïc Prabhāvyūha et un fils de banquier, Anathapindika (en), nommé aussi Sudatta,.

## Influence
En Chine, le monachisme du bouddhisme indien heurtait les valeurs sociales dominantes. Son statut de laïc (upāsaka) parfaitement accompli sur le plan spirituel a permis à Vimalakîrti d'être un modèle influent pour les bouddhistes, non seulement dans ce pays, mais plus largement en Asie de l'Est. Devenu un personnage très populaire, il a été fréquemment représenté dans la peinture, et on le retrouve aussi dans un certain nombre de sûtras et de shâstras (traités) du mahâyâna,. Il n'est cependant pas mentionné dans les textes du canon pāli.[réf. souhaitée]

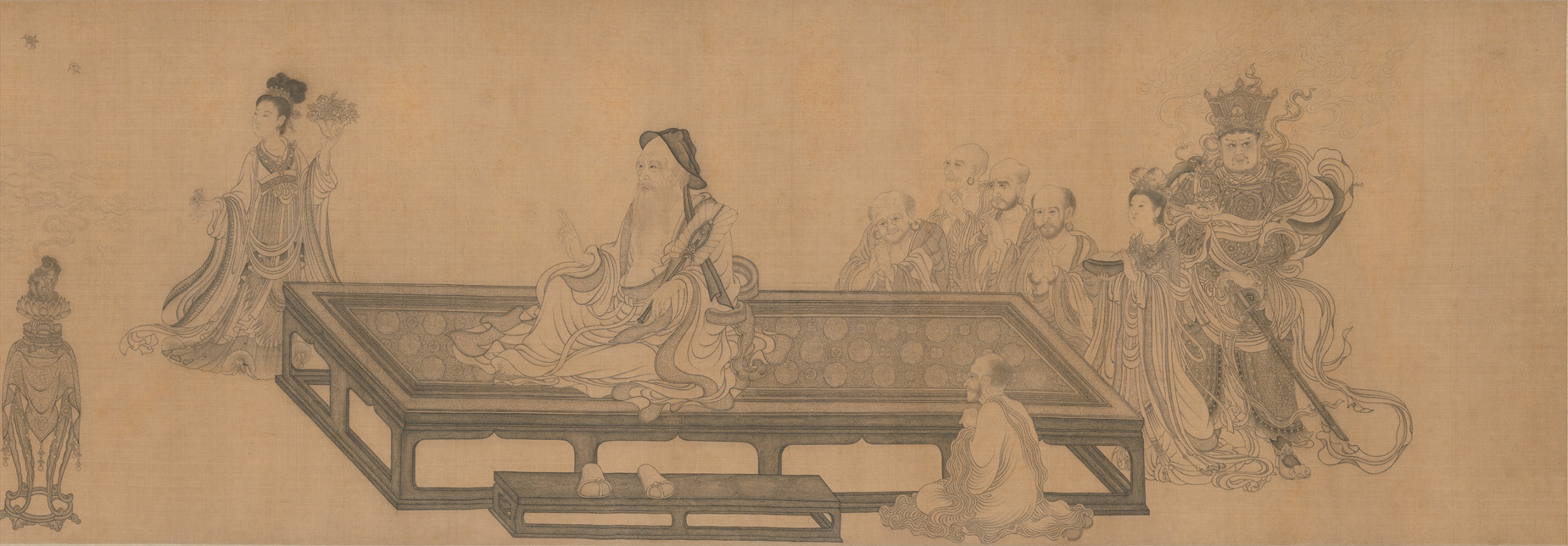
Vimalikirti, Manjushri, les disciples et la déesse qui répand des fleurs (chap. VII du sûtra). Peinture sur soie par Wang Zhenpeng (travail préparatoire). Chine, 1308. MET, New York.